# Viljem Černo
Viljem Černo (tudi  Guglielmo Cerno), slovenski prosvetni delavec, knjižničar in etnolog v Beneški Sloveniji, * 24. julij 1937, Bardo, Italija, † 22. julij 2017, Bardo.
Rodil se je slovenski družini v kraju Bardo, v Terski dolini (Beneška Slovenija) očetu Zidarju Rudolfu in materi Mariji (rojena Micottis) po rodu iz kmečke družine. Po italijanski osnovni šoli v rojstnem kraju je v Gorici obiskoval Slovensko strokovno šolo (1951–1954) in učiteljišče (1954–1958). Nato je od 1958 študiral na Filozofski fakulteti v Trstu in 1968 doktoriral z disertacijo Aspetti geografici del fenomeno migratorio in nove Comuni della Cosidetta Slavia Friulana, v kateri je obravnaval izseljevanje iz Beneške Slovenije.
Kot učitelj je služboval po raznih krajih v Beneški Sloveniji in si prizadeval za uveljavitev slovenščine v šoli in javnosti ter za rast slovenskih kulturnih organizacij, posvečal pa se je tudi problemom izseljevanja. Sodeloval tudi v beneškem tisku in bil dejaven v organizacijah tamkajšnih Slovencev (Slovenska kulturno-gospodarska zveza, Slovenski raziskovalni inštitut). 
Leta 1998 je prejel častni znak svobode Republike Slovenije »za bogatitev kulturnega življenja med beneškimi Slovenci in s tem za ohranjanje in krepitev njihove narodne zavesti«.
Leta 2010 so mu podelili Štrekljevo nagrado za življenjsko delo na področju zbiranja in ohranjanja slovenskega ljudskega izročila. Za pesniško zbirko Ko pouno noći je sarce – Ko polno je noči srce je prejel nagrado Vstajenje za leto 2013.